# Liste de jeux vidéo basés sur les Jeux olympiques
La liste de jeux vidéo basés sur les Jeux olympiques répertorie les jeux vidéo qui s'inspirent des Jeux olympiques, classés par ordre alphabétique.

## Historique
Le premier jeu olympique officiel est Olympic Gold pour les Jeux d'été de 1992. Dès lors, chaque édition aura son propre jeu, avec la labellisation du Comité international olympique, qui n'autorise pas la reproduction des athlètes mais celle de la ville et des sites olympiques.
Depuis 2008, en complément, sur les consoles Nintendo, sortent Mario et Sonic aux Jeux olympiques, les mascottes de Nintendo et Sega et leurs univers s'affrontent dans des épreuves officielles olympiques et dans les sites olympiques, avec une touche de fantaisie avec les épreuves dites « Rêves ».
Néanmoins, depuis 2014, le nombre d'adaptations est en déclin, en raison d'un potentiel de vente assez faibles, et d'une grande variété de sports différents à développer. L'intérêt est relancé par l'E-sport qui est reconnu par le CIO depuis 2017 et, selon les rumeurs, serait inclus aux olympiades,,.

## Liste
- Haut – A
- B
- C
- D
- E
- F
- G
- H
- I
- J
- K
- L
- M
- N
- O
- P
- Q
- R
- S
- T
- U
- V
- W
- X
- Y
- Z

### A
- Astérix aux Jeux olympiques (été) ;
- Athènes 2004 (été).

### C
- California Games.

### I
- International Track & Field  ;
- International Track and Field: Summer Games (été).

### J
- Jeux Olympiques de Tokyo 2020 - le jeu vidéo officiel (été).

### L
- Les Dieux du Stade (été) ;
- Londres 2012 (été).

### M
- Mario et Sonic aux Jeux olympiques (été) ;
- Mario et Sonic aux Jeux olympiques d'hiver (hiver) ;
- Mario et Sonic aux Jeux olympiques d'hiver de Sotchi 2014 (hiver) ;
- Mario et Sonic aux Jeux olympiques de Londres 2012 (été) ;
- Mario et Sonic aux Jeux olympiques de Rio 2016 (été).
- Mario et Sonic aux Jeux olympiques de Tokyo 2020 (été).

### N
- Nagano Winter Olympics '98 (hiver).

### O
- Olympic Gold (été) ;
- Olympic Hockey Nagano '98 (hiver) ;
- Olympic Summer Games '96 (été) ;
- Olympic Winter Games '94 (hiver).

### P
- Pékin 2008 (été).

### S
- Salt Lake 2002 sur PC, PlayStation 2, Game Boy Advance
- Sonic aux Jeux olympiques (été) sur iOS et Android, basé sur les jeux olympiques de Tokyo 2020 ;
- Stadium Events (été) ;
- Steep: Road to the Olympics (hiver). Ce n'est pas un jeu à part entière, c'est une extension du jeu de simulation de sports de glisses hivernaux. La licence officielle des Jeux olympiques est présente. Les développeurs assument néanmoins que c'est Steel en mode olympique et n'ajoutent pas de sports : seuls le snowboard et le ski alpin sont présents[5].
- Summer Games.

### T
- Team USA Basketball (été) ;
- The Aquatic Games  ;
- The Games: Summer Challenge (été) ;
- Torino 2006 (hiver) ;
- Track and Field (été).

### V
- Vancouver 2010 (hiver).

### W
- Winter Games (hiver) ;
- Winter Olympics: Lillehammer '94 (hiver) ;
- World Games.

### *
- '88 Games (été).